# Lucie Havlíčková
Lucie Havlíčková (nació el 13 de marzo de 2005) es una tenista profesional de la República Checa, número 1 mundial júnior de septiembre de 2022 a mayo de 2023 y campeona mundial júnior de 2022. Hasta la fecha no ha ganado ningún torneo del circuito WTA en su carrera. Ha ganado un título individual y uno de dobles en el circuito ITF.

## Carrera
Havlíčková debutó en el cuadro principal del Circuito WTA en el Abierto de Praga 2021, donde recibió wildcards para los torneos individual y de dobles.
Havlíčková tiene un ranking de individual WTA más alto de su carrera, n.º 259, logrado el 17 de julio de 2023. Mientras que en dobles alcanzó su ranking WTA más alto de su carrera, n.º 336, logrado el 22 de mayo de 2023. Su club de origen es el TK Sparta Praha, donde empezó a jugar al tenis a los tres años. También es miembro del Olympus Praga.
Como junior, Havlíčková alcanzó su clasificación más alta la cual fue el número 1 del mundo en el sistema combinado de clasificación juvenil de la ITF de individual y dobles, lo alcanzó el 12 de septiembre de 2022 y se mantuvo para terminar el año como número uno en el mundo juvenil.
Esto se destacó al ganar los torneos juvenil de grand slam en el Torneo de Roland Garros 2022 en individual y dobles, además del Abierto de Estados Unidos 2022 en dobles.